# Leonel Franca

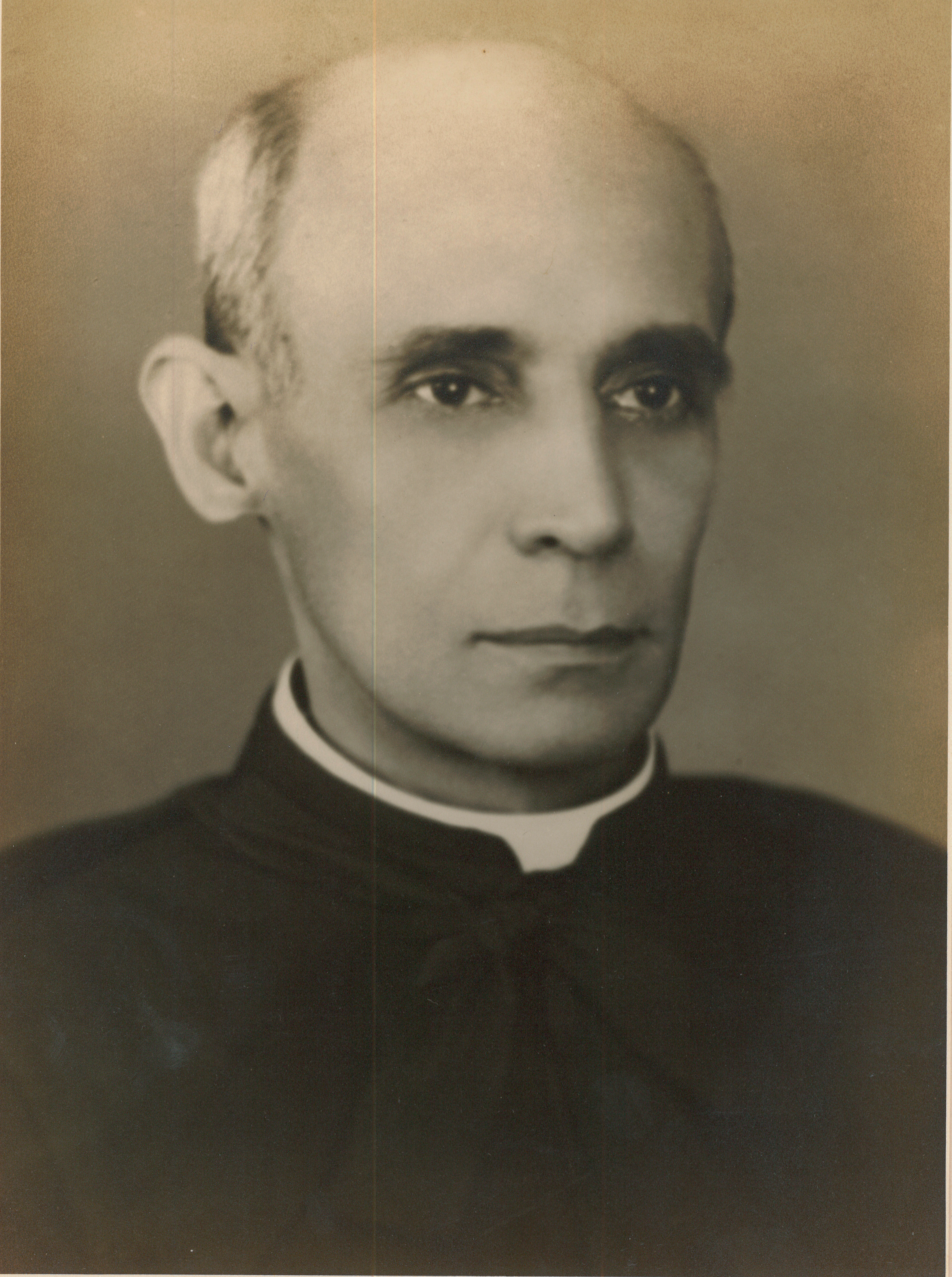
Leonel Franca

Leonel Edgard da Silveira Franca SJ (* 6. Januar 1893 in São Gabriel (Rio Grande do Sul), Brasilien; † 3. September 1948 in Rio de Janeiro, Brasilien) war ein römisch-katholischer Priester, brasilianischer Professor und Buchautor.

## Leben
Leonel Franca trat im Jahr 1908 in den Jesuitenorden ein. Danach studierte er in Rom Theologie und Philosophie an der Päpstlichen Universität Gregoriana (1912–1915). Nach seiner Rückkehr nach Brasilien im Jahr 1915 war er zunächst Lehrer an der Jesuitenschule in Rio de Janeiro. Später war er Lehrer in Nova Friburgo. 1922 schrieb er sein erstes wichtiges Buch A Igreja, a Reforma e a Civilização (Deutsch: Die Kirche, die Reform und die Zivilisation). Im Jahr 1923 empfing er in Rom die Priesterweihe. Im Jahr 1924 promovierte er in Spanien. In den 1920er Jahren beteiligte er sich publizistisch an den heftigen ideologischen Auseinandersetzungen dieser Zeit und vertrat den katholischen Standpunkt gegenüber den atheistischen und positivistischen Ideen.
Er war maßgeblich an der Gründung der Pontifícia Universidade Católica do Rio de Janeiro im Jahr 1941 beteiligt und war deren erster Rektor. Er erhielt den Literaturpreis Machado de Assis der Academia Brasileira de Letras, einer literarischen Akademie nach dem Vorbild der Académie française. Nach ihm wurde die 1983 gegründete Stiftung Fundação Padre Leonel Franca benannt, die mit der Päpstlichen Universität von Rio de Janeiro zusammenarbeitet.

## Werke
- Noções de história da filosofia (1918)
- Apontamentos de química geral (1919)
- A Igreja, a Reforma e a Civilização (1922)
- A crise do mundo moderno (1941)
- Pensamentos espirituais (1949)